# Укаша-ата
Укаша-ата (каз. Үкаша ата) — мемориальный комплекс в Туркестанской области, включающий мазар (мавзолей) и колодец. Входит в состав заповедника-музея «Азрет-Султан». С 2019 года — памятник истории и культуры Казахстана республиканского значения.

## Описание
Комплекс Укаша-ата расположен в 35 км к северу от города Туркестан на территории Бабайкурганского сельского округа района Сауран. В состав мемориального комплекса входят мазар (мавзолей) и колодец.
Мавзолей состоит из двух помещений: небольшого вестибюля и главного помещения длиной 22,2 м, высотой 4 м и шириной 4,6 м. В главном помещении — семь небольших окон. Внутри сооружения расположена могильная плита длиной 21 м. Это одно из самых крупных надгробий на территории Казахстана. Снаружи здания находится ещё одно монументальное надгробие — 12-метровая могила Ер-Кояна (Еркоян-батыра), считающегося сподвижником Укаша-аты.
Колодец Укаша-ата глубиной около 22—25 м обустроен над горной расщелиной, расположенной в 600 метрах к западу от мавзолея. Над колодцем возведено небольшое строение в виде юрты. Уровень воды в источнике непостоянен (во многих случаях паломникам не удаётся набрать воды). Неподалёку установлен туг (оба́) — шест, к которому паломники привязывают ленточки.
Рядом с мавзолеем сооружён гостевой дом современной постройки, предназначенный для паломников.

## История
Современная историография датирует мемориальный комплекс Укаша-ата IX—X веками. Гигантские надгробия соответствуют южноаравийской йеменитской традиции, распространившейся в Средней Азии в эпоху Караханидов.
Согласно данным Института археологии им. А. Х. Маргулана, все объекты, связанные с культом Укаша-ата, являются «новоделами», а мавзолей построен в 1989—1990 годах местными жителями. По другой версии, здание мавзолея возникло задолго до XX века, однако впоследствии неоднократно перестраивалось. В советские годы мазар несколько раз разрушали в рамках антирелигиозных кампаний, однако позднее восстанавливали. Последний раз здание разрушалось в 1986 году и было восстановлено в начале 1990-х годов.
С 30 мая 2019 года комплекс Укаша-ата входит в список памятников истории и культуры Казахстана республиканского значения.

## Легенды
Согласно легенде, Укаша-ата — это Укаша ибн Михсан, один из асхабов (сподвижников пророка Мухаммеда), упомянутый в книге хадисов Мухаммада аль-Бухари. Однако исторические источники не подтверждают, что Укаша ибн Михсан посещал Центральную Азию. Тем не менее, легенда гласит, что асхаб Укаша-ата проповедовал ислам среди среднеазиатских тюркских народов. Благодаря своей набожности он стал неуязвим и не знал поражений в боях. Враги подкупили жену героя, которая сообщила, что его можно убить во время намаза. Подкравшись к молящемуся Укаша-ате, они отрубили ему голову. Голова асхаба откатилась в сторону и упала в горную расщелину, а оттуда по подземной реке попала в Мекку. Позднее над этой расщелиной в память об Укаша-ате воздвигли колодец, а на месте, где разлилась кровь героя, воздвигли мавзолей.
По другой легенде, перед уходом в иной мир пророк Мухаммед собрал народ и сообщил, что если он кому-то должен, то пусть тот попросит вернуть свой долг согласно шариату. Укаша вышел вперёд и сказал: «Вы мой должник. Во время войны вы дважды ударили меня камчой по плечам. Я тоже хочу этой камчой ударить вас два раза». Другие асхабы пытались отговорить его, но Укаша был непреклонен. Тогда пророк Мухамед подставил плечи, но Укаша сказал, что его ударили по голым плечам, поэтому он хочет вернуть долг таким же образом. После того как пророк Мухаммед снял рубашку, все увидели божественное сияние, исходящее от его тела. Тогда Укаша выбросил камчу и сказал, что его единственным желанием было увидеть печать Аллаха на теле пророка и он достиг цели. Мухаммед, услышав это признание, воскликнул: «Кто посетит Укаша, тот избежит огненного ада».
Колодцу приписывают волшебные свойства. Безгрешный человек, спустив ведро на верёвке, поднимет его с водой, а грешный — пустым. Если в воду попадёт камень, то этому человеку Всевышний дарует способности целителя, писателя, провидца или музыканта.